# Santa Cruz de Mora
La población de Santa Cruz de Mora es la capital del municipio Antonio Pinto Salinas y un importante centro urbano dentro del Valle del Mocotíes en el estado Mérida de Venezuela, con una población de 24 330 Habitantes (2011) se ubica a 622 m s. n. m., en un valle en forma de "V" atravesado por el Río Mocotíes y la Carretera Trasandina construida por Juan Vicente Gómez, y es un importante centro de producción y distribución del café a nivel nacional, siendo este el principal producto de sostenimiento municipal, cuenta con una bella iglesia construida durante las primeras décadas del siglo XX gracias a la colaboración de la comunidad y de las familias inmigrantes italianas que se asentaron en el Municipio como lo son los Santaromita, Paparoni, Consalvi y Botaro.
El poblado posee como fecha oficial de su fundación el año 1864, cuando fue erigida la parroquia 
bajo la advocación de Nuestra Señora del Carmen, como señala Eduardo Röhl en su obra de 1990 (). No existe un registro preciso de su historia, sin embargo, se considera que la población pudo haberse fundado a mediados del siglo XIX o haber existido aún antes entre los siglos XVII y XVIII con la denominación de Santa Cruz del Carmelo.
En el año 2005 sufrió un cambio importante tras fuertes lluvias debidas a una vaguada que afectaron una parte importante de la estructura urbana durante el evento conocido como la Tragedia del Mocoties, sin embargo gracias al ánimo y espíritu emprendedor de su población se ha recuperado gran parte de la infraestructura.
Podemos hablar de Santa Cruz de Mora como el casco urbano erigido alrededor de la Iglesia en honor a Nuestra Señora la Virgen del Carmen, patrona del municipio, la plaza Bolívar y la alcaldía del Antonio Pinto Salinas, sin embargo podemos mencionar a otras poblaciones  conformada por sus 2 parroquias: Mesa Bolívar y Mesa de las Palmas, sus 38 Aldeas y una buena cantidad de caseríos que junto al casco urbano conforman  Santa Cruz de Mora, la capital municipal; en esta última aglomeración encontramos algunas edificaciones históricas y parques naturales que han ayudado a fomentar el turismo en la zona como El Puente Libertador ubicado en el casco histórico, Los Petroglifos de San Isidro ubicado en la aldea del mismo nombre, La Cascada del Guayabal en la aldea homónima y la Hacienda La Victoria donde se halla el Museo del Café en los suburbios  del pueblo.

## Geografía

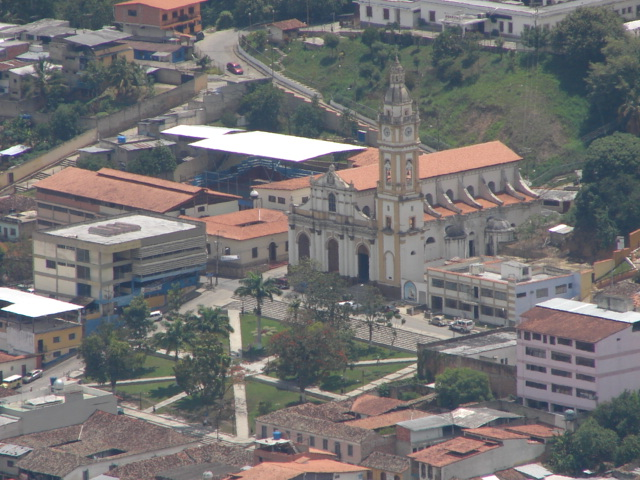
Vista de la Iglesia de Santa Cruz de Mora y sus alrededores.

Santa Cruz de Mora se localiza en la región de los Andes Venezolanos, enclavada en la sección media baja del valle del río Mocotíes, se encuentra localizada geográficamente entre los paralelos 08°22´58" y 08°25´22" de latitud Norte y los meridianos 71°40´04" y 71°40´21" de longitud Oeste.
Administrativamente pertenece a la jurisdicción del Municipio Antonio Pinto Salinas siendo la capital del mismo y representando un 0,8% de la superficie del Municipio y tiene una extensión geográfica de 31.622 Hectáreas.

### Aldeas de Santa Cruz de Mora
- Bocadillos de Trinidad..
- Cuchilla de Huacas
- El Bordo
- El Castillo
- El Guayabal
- El Portón
- La Asunción
- La Macana
- Los Algarrobos de Mesa Bolívar
- Los Algarrobos
- Los Amogres
- Los Pozuelos
- Los Ranchos
- Mesa de La Vieja
- Monte Frío
- Paiva
- Paramito
- Quebrada Negra
- Quebraditas de la Azulita
- Quebraditas de Trinidad
- San Isidro
- San Pedro
- Vega de San Isidro
- Mesa del Guamo
- El Maporal
- Mesa de San José
- Ranchería
- Campo Alegre
- San José de Campo Alegre
- San BuenaVentura
- Bolero
- La Providencia
- El Mijagual
- San Felipe
- San Rafael del Guayabal
- San José
- Santa Marta
- La Mesa de San Isidro

### Clima
Característico de la zona es el clima sub - húmedo, presenta una temperatura media anual de 26 °C, siendo los meses de abril a agosto los más calurosos, en los cuales se alcanzan temperaturas ligeramente por encima del promedio. Las temperaturas mínimas se producen en los meses de diciembre, enero y febrero, alcanzando los 18 °C.
| Parámetros climáticos promedio de Santa Cruz de Mora | Parámetros climáticos promedio de Santa Cruz de Mora | Parámetros climáticos promedio de Santa Cruz de Mora | Parámetros climáticos promedio de Santa Cruz de Mora | Parámetros climáticos promedio de Santa Cruz de Mora | Parámetros climáticos promedio de Santa Cruz de Mora | Parámetros climáticos promedio de Santa Cruz de Mora | Parámetros climáticos promedio de Santa Cruz de Mora | Parámetros climáticos promedio de Santa Cruz de Mora | Parámetros climáticos promedio de Santa Cruz de Mora | Parámetros climáticos promedio de Santa Cruz de Mora | Parámetros climáticos promedio de Santa Cruz de Mora | Parámetros climáticos promedio de Santa Cruz de Mora | Parámetros climáticos promedio de Santa Cruz de Mora |
| Mes                                                  | Ene.                                                 | Feb.                                                 | Mar.                                                 | Abr.                                                 | May.                                                 | Jun.                                                 | Jul.                                                 | Ago.                                                 | Sep.                                                 | Oct.                                                 | Nov.                                                 | Dic.                                                 | Anual                                                |
| ---------------------------------------------------- | ---------------------------------------------------- | ---------------------------------------------------- | ---------------------------------------------------- | ---------------------------------------------------- | ---------------------------------------------------- | ---------------------------------------------------- | ---------------------------------------------------- | ---------------------------------------------------- | ---------------------------------------------------- | ---------------------------------------------------- | ---------------------------------------------------- | ---------------------------------------------------- | ---------------------------------------------------- |
| Temp. máx. media (°C)                                | 29.67                                                | 33.02                                                | 31.49                                                | 30.77                                                | 28.10                                                | 27.98                                                | 27.72                                                | 29.05                                                | 26.99                                                | 29.74                                                | 29.4                                                 | 27.58                                                | 29.3                                                 |
| Temp. mín. media (°C)                                | 17.92                                                | 19.04                                                | 17.88                                                | 18.93                                                | 17.75                                                | 18.20                                                | 17.26                                                | 18.4                                                 | 16.7                                                 | 18.5                                                 | 17.53                                                | 18.5                                                 | 18.1                                                 |
| Horas de sol                                         | 120                                                  | 182                                                  | 170.5                                                | 150                                                  | 135                                                  | 135                                                  | 217.5                                                | 170.5                                                | 210                                                  | 180                                                  | 150                                                  | 124                                                  | 1944.5                                               |
| Humedad relativa (%)                                 | 75                                                   | 66                                                   | 75.5                                                 | 74                                                   | 76                                                   | 76                                                   | 73                                                   | 72.5                                                 | 75                                                   | 76                                                   | 78                                                   | 80                                                   | 74.8                                                 |
| Fuente: PHOTOVOLTAIC GEOGRAPHICAL INFORMATION SYSTEM |                                                      |                                                      |                                                      |                                                      |                                                      |                                                      |                                                      |                                                      |                                                      |                                                      |                                                      |                                                      |                                                      |

### Hidrología
La cuenca del Río Mocotíes se localiza al suroeste del estado Mérida, es el principal afluente del río Chama, tiene una superficie de aproximadamente 521 km² y pertenece a la jurisdicción de los municipios Rivas Dávila, Tovar y Antonio Pinto Salinas, es una cuenca de montaña inmersa en la cordillera de los Andes que nace en la quebrada Zarzales a más de (3300 m s. n. m.) y confluye con el río Chama a aproximadamente (360msnm). La subcuenca de la quebrada Mejías es el principal afluente del sistema hidrográfico de la cuenca del río Mocotíes. Descendiendo en dirección sur-norte desde el páramo el molino y río Negro vierte sus aguas aproximadamente a los 570 m s. n. m. en la cercanía de la población de Santa Cruz de Mora en la cuenca hidrográfica del río Mocotíes, la cual a su vez desciende en dirección suroeste-noreste y vierte sus aguas en el río Chama aproximadamente a los 340 m s. n. m.

### Suelos
De acuerdo al sistema de la Taxonomía Americana, los suelos pertenecen a los siguientes órdenes: Entisoles, Inceptisoles y Molisoles, con una clasificación residual y de naturaleza transportada.
Suelos de Naturaleza ResidualSon suelos desarrollados en las vertientes ocupando la mayor extensión superficial. Se tratan en general, de suelos bastantes reciente, clasificados de acuerdo al Sistema Soil Taxonomy como Entisoles. "Su desarrollo pedogenético es relativamente bajo, su estado de formación inicial es casi permanente, por el hecho de localizarse sobre una topografía muy accidentada, de pendientes excesivamente fuertes, superiores al 40% que provocan un movimiento del suelo hacia niveles inferiores. En los suelos de esta naturaleza, es escurrimiento superficial por lo general es moderado, su drenaje interno es de lento a moderado y el externo es rápido.
Suelos de Naturaleza TransportadaSon los suelos que ocupan el estrecho fondo del valle, están constituidos por materiales transportados, depositados por los diferentes drenajes de la sub.-cuenca formando vegas, terrazas, conos de deyección y abanicos de diferentes cronologías.

### Orografía
Presenta varios procesos geomorfológicos, y son en estos procesos donde se tiende a ubicar una en este valle que se encuentra emplazado sobre cinco conos de deyección (procesos geomorfológicos), los cuales posen pendiente que varían entre 10 y 35% localizándose sobre ellos el casco central y sectores adyacentes, este municipio presenta unas condiciones muy frágiles, se caracteriza por altas montañas con pendientes muy inclinadas. Comprende una gran parte de bosque húmedo.
RelieveEs un relieve montañoso de carácter asimétrico, de paisaje fisiográfico de montaña con topografía irregular y fuertes pendiente; formando la subcuenca de la Quebrada Mejías uno de los profundos valles transversales del valle longitudinal de Mocoties. Se presenta un relieve predominantemente montañoso dentro de ella se identifican: líneas de crestas bastante elevadas, filos altos picos con pendientes muy pronunciadas estrechas gargantas, valles encajonados y sectores constituidos por depósitos relativamente planos,
Su orientación es Noroeste y Suroeste; forma parte de los cerros Cumbre Peña y Cumbre Pinto, pertenecientes al cordón desprendido del páramo La Negra, y con los cerros Santa Marta, La Marcana, Paiva, Vijagual, y Cuchilla de Mora. Todos pertenecientes a la cadena principal de la Cordillera de los Andes. Este relieve montañoso posee dos vertientes, separadas por el río Mocotíes, vertiente derecha la cual se localiza al Sureste del área, posee un relieve abrupto cuya mayor altitud es aproximadamente de 2000 m s. n. m., localizada al oeste, en el páramo de Paiva. Constituye la vertiente de umbría y su red hidrográfica es densa de carácter permanente y poco torrencial. La vertiente izquierda se localiza al noroeste del río Mocotíes; la mayor altitud es aproximadamente de 1500 m s. n. m., localizada hacia el Este, en el Paramito. Constituye la vertiente de solana; su red hidrográfica es de régimen esporádico, de carácter torrencial y de menor densidad.
El fondo del valle se caracteriza por presentar forma alargada y estrecha; su amplitud es relativamente uniforme en su dirección Suroeste y Noreste. Está constituido por aportes fluviales, longitudinales y laterales, conformando varios niveles topográficos depositados por el río Mocotíes y la red de cursos laterales de quebradas, desde el punto de vista estructural, el área está influenciada por la falla de Bocono, la cual ejerce un emplazamiento de unos 8.25 km. Aproximadamente en sentido longitudinal a la red de drenaje, ello da lugar a un sistema de fallas alternas en sentido transversal a la red de drenaje y de poca longitud, en las que se evidencia una debilidad cortical denominada Falla de la Ranchería, la cual se presenta también como una falla de contacto que demarca la discordancia entre la formación Mucuchachí y el grupo Iglesias.

### Flora
Está representada por tres zonas de vida.
- Selva estacional de montaña.
- Selva nublada de montaña baja.
- Selva nublada de montaña alta.
- Páramo.
Se encuentra dividida en 2 grupos: árboles y hierbas (plantas).
Dentro del área urbana, la vegetación original ha sido eliminada casi en su totalidad existiendo solamente algunos patios interiores de las edificaciones.

### Fauna
Existen numerosas variedades de animales silvestres que se encuentran diseminados en medio de las montañas valles y semi llanuras entre ellos podemos distinguir.
a. De Caza: Cachicamos, lapas, iguanas, picures, baquiros, dantas, perezosas, ardillas, cuchicuchis, monos etc.
b. Aves: urracas, guaguas, guacamayas, guanis, pavo real, pavo común, paujil, loros, turpiales, azulejos, paraulatas, y muchos más.
c. Aves caseras: gallinas, patos, gansos palomas.
Entre otros existe la cría de ganado vacuno de altura, porcino y la avicultura.

## Política y Gobierno
El municipio Antonio Pinto Salinas, constituye una de las divisiones políticas territoriales del Estado Mérida. Tiene una población de 23.276 habitantes de los cuales 14.241 son electores. Desde el punto de vista electoral, es el sexto municipio en importancia. Su base económica la constituye principalmente la agricultura. En este sentido, tiene un gran peso la población electoral rural, aunque en los últimos censos, al sumar la población de la capital municipal y de la capital de las dos parroquias tiende a equipararse.
Su población electoral se distribuye en 15 Centros de Votación, de los cuales, la mayoría están distantes de la capital municipal (Santa Cruz, Santa Marta, Quebrada del Barro, El Portón, Cuchilla de Huacas, El Guayabal, San Isidro, Los Amogres, Campo Alegre, Mesa de Las Palmas, San José de Campo Alegre, Mesa Bolívar, San José de Mesa Bolívar, Bolero y El Bordo).
Para realizare el análisis político del municipio hay que señalar que, el mismo estuvo bajo el predominio político del Partido Social Cristiano Copei, siendo Junta Comunal desde 1958 hasta el año 1989 y a partir de ese año como Alcaldía. en 1992 es cuando Acción Democrática asume por primera vez el poder, debido a una división interna de COPEI. La diferencia electoral fue de 24 votos. Para 1995, COPEI vuelve a reconquistar el poder, frente a Acción Democrática con una diferencia de sólo 40 votos. Estos procesos electorales dan pie para señalar que a medida que el partido COPEI perdía espacio político lo iba captando Acción Democrática. Las demás fuerzas políticas no llegaron a representar ninguna opción electoral, solamente alcanzaron cierta significación electoral a nivel municipal cuando Convergencia logró llegar a los 600 votos para el poder local. En este caso el municipio no escapaba a la tendencia bipartidista nacional.
Para el último proceso electoral en el municipio, referente al poder local, todas las variables electorales cambiaron, dado el fenómeno electoral en que se convirtió el denominado Chavismo. El panorama electoral se presentó bajo una alianza no contundente de COPEI con Acción Democrática, sino con un sector disidente de AD, y aunque después se llegó a un acuerdo institucional, el candidato a Alcalde, no llevó la tarjeta blanca, por lo que los adecos debían votar en la tarjeta verde. Mientras esto ocurría, las bases copeyanas y adecas, sobre todo en el sector rural, no observaron con buenos ojos dicha alianza camuflageada, por lo que decidió apoyar al candidato del Movimiento V República, quien logra ganar las elecciones con una diferencia electoral de 120 votos.
Es importante destacar, que en los actuales momentos, se produce una polarización política del país entre oficialismo y oposición. Es decir, entre el proyecto político que representa Hugo Chávez Frías que involucra elementos de tendencia cívico militar, sintetizado en la simbiosis líder - pueblo - Fuerza Armada y el proyecto que representa la oposición con elementos de la democracia liberal por hacer énfasis en la libertad, estado de derecho y separación de poderes.
Dadas, estas dos grandes tendencias y el hecho que ninguna organización política de oposición, por sí sola, pueda enfrentar con éxito, al oficialismo, todos los sectores de oposición han trazado como objetivo estratégico la creación de la Coordinadora Democrática que involucra a todos los partidos políticos y sectores de la sociedad civil en oposición al gobierno.

## Economía
El proceso económico del Municipio Antonio Pinto Salinas, ha girado desde su conformación originaria sobre la actividad agrícola. Se estipula que sus habitantes comenzaron a desarrollar cultivos, incorporándose el Café hacia la década de 1840-49, convirtiéndose este, en el principal rubro económico, que al ir tomando fuerza fue atrayendo más pobladores por su riqueza cafetalera.
Además, por ser paso obligado, a través de su camino real para los estados Táchira y Mérida permitió comenzar la labor de poblamiento de las tierras hacia el sur del Lago de Maracaibo.
Su riqueza cafetalera hizo eco en las poblaciones vecinas circundantes del lago de Maracaibo, Táchira y Colombia y hasta el Viejo Mundo.
Surgieron las grandes haciendas de café, cacao y caña de azúcar. Se convierte en el primer Municipio productor de Café del Estado Mérida.
Su riqueza económica, fue dando paso a la consolidación de su población, servicios y vocación de organización que fundamentó su importancia para obtener el rango político administrativo que logró para 1864.
La interrelación hombre - tierra - café ha sido y es la base económica del municipio, la cual hace que tenga vida económica propia.
En los actuales momentos se sufre una de las crisis más agudas en el ámbito cafetalero por la caída brusca de los precios del café, que ha traído como consecuencia que se esté pagando el café por debajo de los costos de producción, que nuestros caficultores se encuentren desesperados y el Municipio enfrente una gran recesión económica. Se une al anterior problema la broca, plaga que ataca el fruto del cafeto.

### Agricultura
El proceso económico del Municipio Antonio Pinto Salinas, ha girado y gira desde su conformación originaria sobre la actividad agrícola.
Se estipula que sus habitantes comenzaron a desarrollar cultivos incorporándose el café hacia la década de 1840-49, convirtiéndose este, en el principal rubro económico, que al ir tomando fuerza fue atrayendo más pobladores por su riqueza cafetalera.
Es el primer municipio productor de café del estado Mérida, su riqueza económica, fue dando paso a la consolidación de su población, servicios y vocación de organización que fundamentó su importancia para obtener el rango político administrativo que logró para 1864. La interrelación hombre tierra - café ha sido y es la base económica del municipio, la cual hace que tenga vida económica propia.

### Ganadería
Existe un desarrollo notable de esta actividad en esta zona que se ubica cerca de la región llana, que limita con el municipio Alberto Adriani. También es de señalar la denominada ganadería de altura, que ha tenido un desarrollo notable en los últimos años.

### Comercio
Desde hace mucho tiempo las actividades comerciales han sido el eje impulsor de una parte substancial del desarrollo económico de santa cruz de mora. A la actualidad pudimos observar que la actividad comercial pujante existía en el barrio Puerto Rico y en la calle Bolívar que surtían de mercadería tanto al sector urbano como el rural. El comercio además es fuente de empleo importante en el municipio.

### Turismo

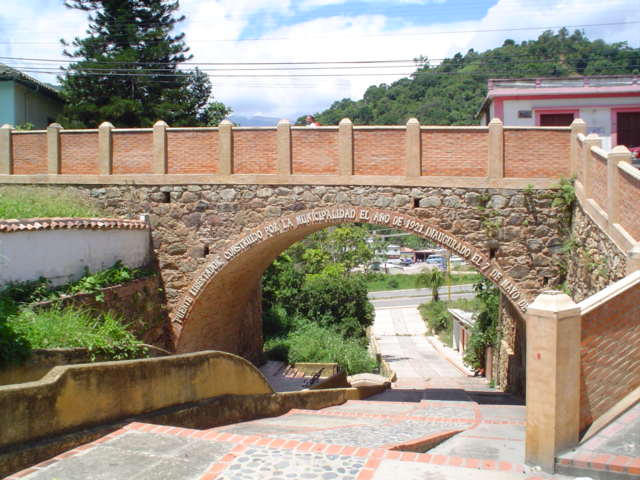
Puente Libertador

El municipio posee atractivos turísticos a explorar que permanecen estancados. No obstante en los últimos años, se ha producido un repunte en infraestructura hacia este sector que aunado a sus bellezas naturales, monumentos históricos, manifestaciones folklóricas ha abonado el terreno para impulsar el desarrollo del mismo a través del establecimiento de una ruta o eje turístico que abarque las parroquias; así como también a la Hacienda la Victoria con sus museos del inmigrante y del café, al igual que la Posada Turística El Puente, Parque la Cascada el Guayabal, Restaurantes, Los Petroglifos de San Isidro, los Páramos, fincas con potencial para el Agroturismo, el mismo centro poblado con su Arquitectura tradicional, el estilo de la Iglesia Nuestra Señora del Carmen y el Puente el Arco, entre otros.
Hacienda La Victoria: Vieja casona, ubicada a 5 kilómetros de Santa Cruz de Mora. Resalta su importancia como recuerdo de los asentamientos cafetaleros en las postrimerías del siglo XIX y comienzos del siglo XX. Así mismo se hace referencia a su restauración, como obra única en la provincia venezolana, buscando con ello promover la cultura y el turismo en la región merideña.
Históricamente se comenzó a edificar mucho antes de 1893. Esta antigua casona fue construida con paredes de tierra, extensos corredores y amplios patios donde se esparcían los granos que allí se cultivaban para ser secados por el sol.
Los herederos de esta propiedad traspasaron sus derechos al Ejecutivo del estado Mérida el 24 de octubre de 1990. La casa de la hacienda ha sido reconstruida íntegramente, gracias al deseo vehemente y entusiasta del doctor Jesús Rondón Nucete, fue posible rescatarla y darle una finalidad múltiple.
Esta instalación es uno de los principales polos de atracción turística del estado Mérida por su comodidad y seguridad, contando con el Museo de la Inmigración y el Museo del Café, dotado de diversas maquinarias (descerezadoras, trilladoras, secadoras, tractores y planta hidroeléctrica entre otras). También posee salas de conferencias, cafetín, guías debidamente capacitados y el resguardo por las fuerzas armadas de cooperación.
Desde el año 2005 sirve como sede del Núcleo La Victoria de la Universidad Nacional Experimental Sur del Lago, en el que se dictan las carreras de Ingeniería en producción agropecuaria y de Administración de empresas agropecuarias. 
Hoy los hijos de la tierra del café recobran de esta manera su añeja casa secular, a fin de que las generaciones presentes y futuras puedan palpar visual y emocionalmente la labor rendida por los forjadores de esa pasada riqueza a la cual contribuyeron propios y extraños y que sembraron para siempre en esta tierra generosa.

## Demografía
Toda ciudad presenta cambios demográficos con el transcurrir el tiempo unas más rápidas que otras lo cual depende de la dinámica económica que esta posea y que influye notoriamente en el crecimiento poblacional; Santa Cruz de Mora no escapa a esta realidad y es por ello que presenta un crecimiento ínter censal positivo durante las décadas consideradas pero de comportamientos variados siendo de consideración la ocurrida entre el periodo 1941 y 1950. Para el periodo 1971 y 1981 el crecimiento se mantiene en una tasa similar a la década anterior; consecuencia de las mejoras de los servicios básicos y el papel jugado por los incentivadores económicos que evitan emigraciones (Benito Araujo; (1981).
Ver cuadro.
Evolución de la población del centro poblado Santa Cruz de Mora
Durante los siete (7) últimos censos.
(Sector Puerto Rico)
Cuadro N.º 1
Santa Cruz de Mora	1941	1.950	1.961	1.971	1.981	1.990	2.000
Población total (hab.)	1.839	2.731	3.224	3.801	4.696	6.445	9.927
Fuente: Censos de población 1941-2000 OCEI.

### Religión

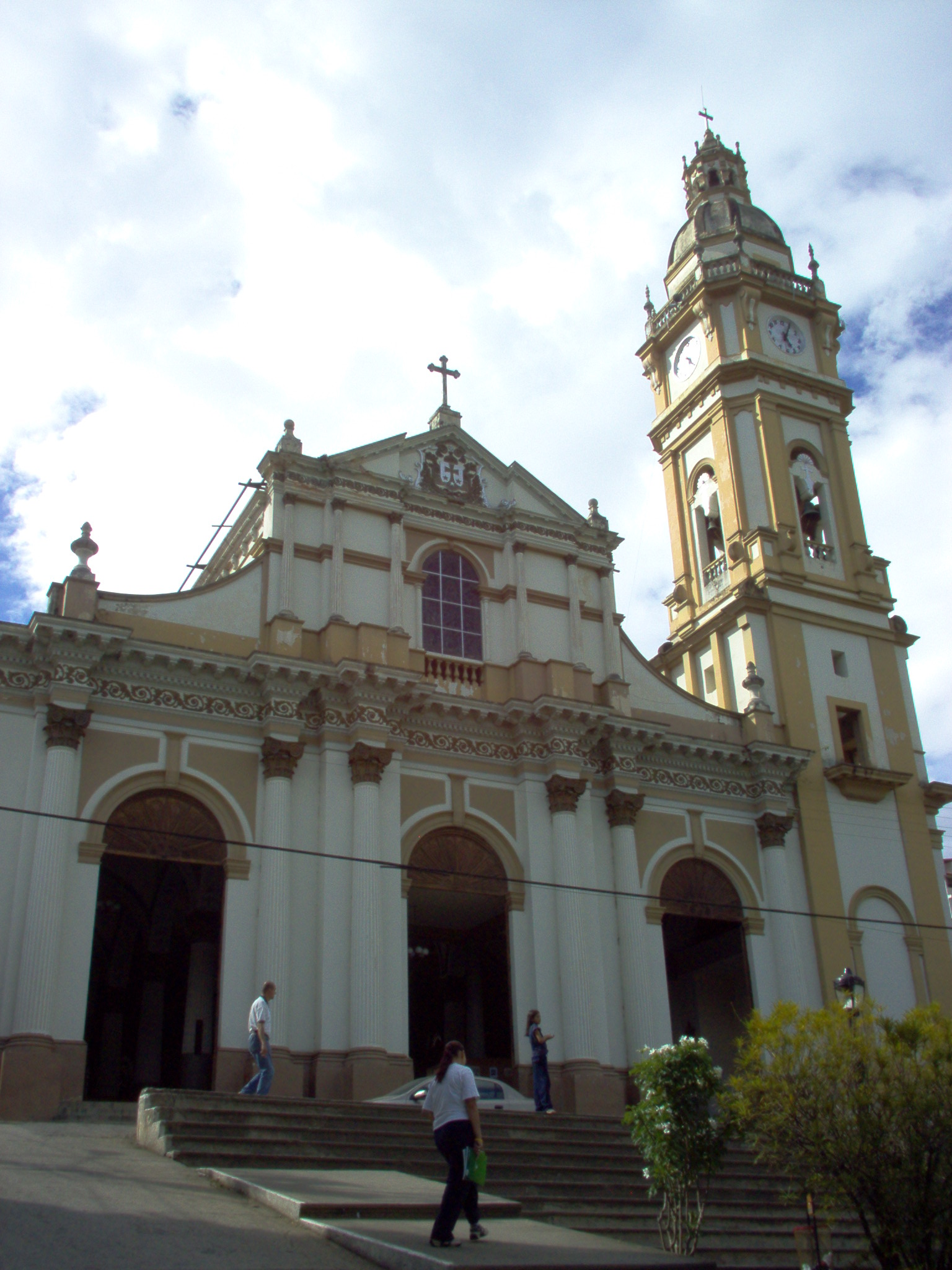
Iglesia de Santa Cruz de Mora.

Santa Cruz de Mora, es sede de la Parroquia Nuestra Señora del Carmen su Exelsa Patrona, cuenta con 1 sacerdote (Párroco) y Mesa Bolívar, es sede de la parroquia Nuestra Señora de La Candelaria, la cual cuenta con un sacerdote (Párroco), los cuales atienden todas las aldeas y comunidades de cada una de las Parroquias Eclesiásticas.
En el Municipio Antonio Pinto Salinas, predomina el catolicismo, siendo esta la religión en la cual integra como hermanos cristianos a más de un 95% de los habitantes.
Desde hace más de un siglo el pueblo fue creciendo y con ello la fe cristiana, ya para 1860 había sido erigida en Parroquia Eclesiástica como Santa Cruz del Carmelo, siendo el primer sacerdote el Pbro. Ramón García Pérez, se cuenta que dicho nombre se debe a la unión de dos hechos relevantes, el primero, la colocación de una Cruz de cedro al borde de un barranco, (se tiene la creencia de que una cruz de cedro detiene los deslizamientos), en segundo lugar, se construye después con la anuencia de José Ignacio Contreras, propietario de un terreno aledaño a una pequeña Capilla y se instala en ella un cuadro de la Virgen del Carmen, la cual era también llamada Virgen del Carmelo, de aquí el nombre de Santa Cruz del Carmelo.
En el terreno comprado por los vecinos se construye una nueva Capilla, que fue bendecida el 3 de marzo de 1896 por el Pbro. Rafael Zerpa, primera iglesia parroquial en honor a Nuestra Señora del Carmen. En 1922, el padre Luis Apolinar Granados empieza la construcción de un Templo moderno, orgullo de los santacrucenses, a su muerte en 1941, lo sucede el padre Humberto Corredor Tancredi, quien lo culmina hacia 1949. Paralelo a esto, en diferentes comunidades se empieza la construcción de Capillas, entre ellas las de Mesas de San José, el Portón, la Santa Cruz de La Azulita, la del Barrio los Pepos, la de la Mesa de Las Palmas, la de Macana Alta y a finales de siglo XIX la de Mesa Bolívar; luego en la década del 60 se construyen, las de El Guayabal, San Isidro Alto, El Calvario, y de 20 años para acá, las de Santa Marta, la nueva de la Macana, la Montañuela, La Cascada, la de Padre Granados y la más reciente, la Iglesia de Puerto Rico.
Santa Cruz de Mora vio nacer a tres jóvenes que se entregarían al Señor, llegando a ocupar cargos relevantes en la Iglesia, ellos fueron: Monseñor José Humberto Contreras Omaña, quién nació el 21 de diciembre de 1903 en la aldea El Tabacal, José Humberto Paparoni, nacido el 3 de septiembre de 1920 en la casa de su familia en la Calle Bolívar, al lado de la plaza Bolívar y quien fuera Primer Obispo de Barcelona, en el Estado Anzoátegui; y Monseñor Rafael Monsalve Citrato. De las nuevas generaciones los Pbros. Humberto Mora y Florencio Velazco, (retirados del sacerdocio), así como también Ramón Flores, Francisco Chacón, Nelson Briceño, Néstor J. Fernández Pacheco, José de La Cruz Gómez. Aníbal Berbesi entre otros. En este pueblo se iniciaron como Tenientes Cura, quienes luego serían preclaros hombres de la Iglesia; Su Eminencia José Humberto Cardenal Quintero, Monseñor Pulido Méndez, Monseñor Antonio Ignacio Camargo, el Pbro, Vicente Alarcón, quien fuera presidente de la Junta Procentenario, el padre Enrique Moreno, de grata recordación, el padre Alfredo Torres, actual Canciller de la Arquidiócesis de Mérida, el padre Olivo León, el padre Javier Melán, el padre José Gregorio León y actualmente al frente de la Iglesia Nuestra Señora del Carmen, el padre Francisco Chacón.
Al trabajo realizado por los sacerdotes, se suma el fervor religioso de nuestro pueblo, grandiosas han sido las festividades realizadas en los días de la Virgen del Carmen, San Isidro, Semana Santa, Navidad, procesiones, romerías, velaciones, misiones; la asistencia ha sido masiva en las ocasiones en que los misioneros han visitado las diferentes comunidades llevando la Palabra de Dios, hombres de nuestros campos con las manos encallecidas por el trabajo y la piel curtida por el sol, se postran de rodillas, con gran humildad, para pedir al Señor por sus familias, por sus siembras, porque se den sus cosechas, por su Iglesia, por sus sacerdotes y por la paz en el mundo.

## Educación
El Colegio Nuestra Señora del Carmen fue fundado por las Hermanas de la Presentación de María Santísima al Templo, en Santa Cruz de Mora, Estado Mérida, el 3 de octubre de 1957. Como primer gesto de identificación con el pueblo, que tanto había clamado por la presencia de religiosas y una institución educativa que impartiera la educación de las generaciones de santacrucenses, desde sus mismos inicios fue puesto bajo patrocinio de Nuestra Señora del Carmen, santa patrona del lugar y comenzó a funcionar en una vieja casa adyacente a la iglesia parroquial. Sin embargo, como esta última era muy estrecha, se dio apenas comienzo a los primeros años de "escuela primaria". Al año siguiente, la sede fue trasladada definitivamente a la entonces casa cural.
Cuando las primeras religiosas llegaron a Santa Cruz de Mora, la única escuela era el Grupo Escolar "Carlos Zerpa". En consecuencia, lo más común era que un niño al egresar de 6° grado, no proseguía los estudios, a menos que perteneciera a familia acomodada. Fue por esto que a los tres años, en 1960 se fundó la Escuela de Normalistas, la cual abrió sus puertas no sólo a las muchachas del lugar, de localidades circunvecinas y hasta de los pueblos del sur, sino también a jóvenes de sexo masculino, algunos de ellos ya casados que, de no ser por la apertura de las religiosas, no hubiesen tenido la posibilidad de superarse profesionalmente. Esto demuestra, que esta institución educativa ha estado ligada a la variable socioeconómica del municipio, es decir de la población donde está inserta y que lo sustenta.
La afluencia de alumnos fue siempre numerosa, ya que a los beneficiarios sólo se les pedía la colaboración en dinero o en productos del campo, según las posibilidades de cada quien. En este sentido, ha sido una institución no con parámetros de una institución privada, sino cono una vocación socioeducativa y religiosa, que fue para muchos alumnos la plataforma desde la cual se lanzaron al mundo de los estudios superiores en diversas profesiones y algunos de ellos de relevada importancia en el quehacer político del Estado Mérida. No obstante, su aporte fundamental es que la mayoría de educadores del Valle del Mocotíes egresaron del Colegio Nuestra Señora del Carmen. De modo, que esta institución ha sido fundamental para el desarrollo del Valle del Mocotíes y, por ende, del país.
Durante 32 años, desde 1958 hasta su deceso en 1990, dirigió la institución Sor María Antonieta Rossi Isetti quien junto con otras religiosas fue muy sensible a la realidad socioeconómica de la zona y en homenaje a su tesonera labor educativa, actualmente tanto una escuela de Santa Cruz de Mora, al igual que un sector, llevan su nombre.
El Colegio Nuestra Señora del Carmen ha logrado sortear las dificultades al cariño de sus exalumnos que mediaron hasta llegar a las instancias de la Gobernación, desde donde le aportó modestos y ocasionales aportes, sin los que hubiese sido imposible mejorar y ampliar el servicio educativo.
Para el año 1972, la Gobernación le ofertó el recurso de siete maestras, que prácticamente cubrieron las secciones de preescolar y primaria, para que la educación fuese gratuita.
la población estudiantil fue creciendo y las escuelas fueron insuficientes para cubrir la demanda, lo que obligó que, a partir de 1992, se duplicaran las secciones de Educación Inicial, I y II Etapas,
Las docentes adscritas al Ejecutivo del Estado Mérida, fueron reubicadas de la institución en el año 2001 por decisión del Gobernador del Estado, argumentando la separación entre la educación pública y la privada.
A partir del año 1991, las Hermanas de la Congregación María Santísima Presentada al Templo, debido al aumento de la matrícula, ven la necesidad de ampliar la planta física. De esta forma, construyen 06 aulas en las cuales funcionan los Talleres de APEP tales como: Electricidad, Carpintería, Comercio, Contabilidad, Cocina y, Corte y Costura. Estos prestan servicios a los alumnos de la Institución y de siete escuelas rurales del Municipio Antonio Pinto Salinas. También está dotada de laboratorios de Computación, Biología, Física y Química. Estos prestan sus servicios a los alumnos de la Institución. Además, funciona anexo a la institución Unidad Educativa Adultos por Radio.
Es importante resaltar que la institución educativa ofrece las menciones de Ciencias y Fitotecnia, esta última de vital importancia para el Municipio y Estado Mérida en general. De todo lo analizado se desprende que, gracias al subsidio de la Asociación Venezolana de Educación Católica (AVEC), un gran número de niños de escasos recursos económicos han podido beneficiarse de sus instalaciones y llegar a ser profesionales.
Todo este proceso histórico hace de la Unidad Educativa Colegio Nuestra Señora del Carmen una de las bases fundamentales de la educación en el Municipio Antonio Pinto Salinas y sus alrededores, en la que no se ha dejado atrás.
Para el Año de 1975 se funda el Liceo Eutimio Rivas en honor a uno de sus hijos más prodigio, cayendo abatido en mala hora( en la antigua sede de la UCV, Hoy Palacio de las Academias ) por las fuerzas represoras Post-Gomecistas en el año de 1937, Institución que viene a dar respuesta a la gran demanda estudiantil que incursionaba en el bachillerato normalista y regular, egresando de su seno varias Promociones hasta la fecha.

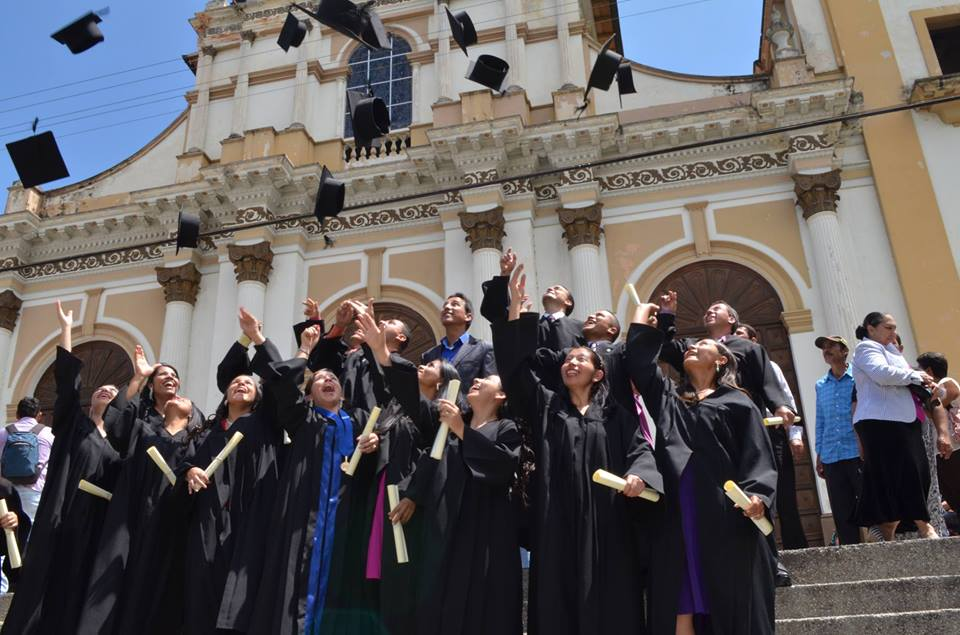
Egresados Núcleo La Victoria

En las instalaciones de la Hacienda La Victoria (Mérida) funciona el núcleo La Victoria de la Universidad Nacional Experimental Sur del Lago que ofrece las carreras de ingeniería de la producción agropecuaria, administración de empresas agropecuarias y contaduría pública, para fortalecer la formación profesional para los estudiantes de la región. También se ofrecerá estudios de postgrado. El Núcleo cuenta con dos grupos de investigación integrado por profesores y estudiantes. El "Grupo de investigación Don Luís Zambrano" y el "Grupo de estudios en agronegocios (GEAN)"
Para el año 2013 egreso la primera promoción de Licenciados en administración de empresas agropecuarias. El Núcleo La Victoria ha logrado su integración con las organizaciones y comunidad del municipio a través de las actividades de servicio comunitario, pasantías, el desarrollo de los trabajos especiales de grado de sus estudiantes y el esfuerzo de la unidad de extensión universitaria.

## Servicios
El sector contaba con una serie de servicios dada su evolución e importancia, entre ellos podemos destacar, en cuanto a infraestructura el mercado principal, el Terminal de pasajeros y entidades bancarias; en cuanto a servicios básicos cuenta con sistema de cloacas, sistemas eléctricos, líneas telefónicas, acueducto y aseo urbano. Este hecho corrobora que dicho sector poseía una dinámica comercial importante que cada día se acentuaba más, trayendo como consecuencia la demanda de los servicios existentes, como también nuevos pedidos de ellos, es el caso de los sistemas eléctricos y líneas telefónicas con Discado Directo Nacional (código 0275)
Formas de Acceso: 
Por Tierra desde las vías de:
Mérida - Estanques - Santa Cruz de Mora
El Vigía - Estanques - Santa Cruz de Mora
El Vigía - La Palmita - Santa Cruz de Mora
Bailadores - Tovar - Santa Cruz de Mora
Zea - Tovar - Santa Cruz de Mora
Por Aire a través de los Aeropuertos:
Juan Pablo Pérez Alfonso en El Vigía (40 km)
Alberto Carnevalli en Mérida (65 km).
Distancia Desde: Mérida 65 km
El Vigía (Mérida) 40 km
Tovar (Mérida) 15 km
Mucuchíes (Mérida) 115 km
Caracas (D.C.) 745 km
San Cristóbal (Táchira) 205 km
Maracaibo (Zulia) 380 km
Barquisimeto (Lara) 405 km
Barinas 225 km
Guanare (Portuguesa) 315 km
Agua Viva (Trujillo) 210 km
Caja Seca (Zulia) 135 km
La Fría (Táchira) 130 km
Valera (Trujillo) 220 km
Líneas de Transporte: Unión de Conductores La Estrella (Desde Mérida y EL Vigía)
Unión Tovar - Santa Cruz (Desde Tovar)
Expresos San Cristóbal (Desde Caracas y las principales ciudades de Venezuela)
Expresos Mocotíes (Desde Tovar, El Vigía y Mérida)
Expresos Tovar (Desde Tovar y Mérida)
Línea Independencia (Desde Tovar y El Vigía)
Expresos Coromoto (Desde Maracaibo y Caja Seca)
Expresos Flamingo (Desde Caracas y las principales ciudades de Venezuela)
Expresos Mérida (Desde Caracas y las principales ciudades de Venezuela)
Global Express (Desde Caracas y las principales ciudades de Venezuela)

## Uso de los Espacios
La clasificación del uso de la tierra en el área urbana, que se presenta a continuación, ha sido producto del reconocimiento de campo realizado durante la visita a Santa Cruz de Mora:
Uso Residencial/Comercial.
Se diferencian viviendas unifamiliares y multifamiliares; las primeras conforman la mayor proporción, debido a que la presencia de edificaciones verticales no tiene mayor relevancia e igualmente las casas de vecindad. Las características del sector se destacan también construcciones destinadas a un doble uso, es decir, construcciones residenciales con espacios destinados para el comercio.
Otros Usos:
- Entidades bancarias
- Industriales: se localizan pequeños galpones para trabajos de mecánica y latonería.
- Especiales: Cementerios y Terminal de Pasajeros.
- Especializados: Oficinas que prestan servicios a profesionales y sociales particulares.
- Uso Institucional: Gubernamental, Seguridad y Defensa, Médico Asistencial, Educativo, Religioso, Cultural.
Uso recreativo:
- Plazas y Parques: Plaza Bolívar, parque recreativo "El Guayabal", El Diamante etc.
- Instalaciones deportivas: Polideportivo de Santa Cruz
- Instalaciones privadas: tascas, clubes, etc.
Uso turístico:
Hoteles y posadas
Costumbre y tradiciones

## Cultura
Podemos sintetizar el ambiente cultural Municipal haciendo referencia a los aspectos que encontramos en el Escudo Municipal.
De esta manera tenemos un Arado que representa la vocación agrícola del Municipio donde se cultiva, el café (la caficultura) es el principal agente económico y alrededor del cual gira la cultura del pueblo. En este sentido, el rescate de la Hacienda de La Victoria ha contribuido a resaltar el valor de esta actividad a través del Museo del café.
La Cruz que simboliza la fe religiosa que gira alrededor de la Iglesia Nuestra Señora del Carmen con arquitectura de estilo Corintio y a través de las celebraciones de las fiestas patronales (Día de la Virgen del Carmen y Día de San Isidro).
Los Petroglifos, que demuestran el acervo cultural de los indios Mocotíes y la presencia de la cultura indígena de la zona (se remonta siglos atrás, cuando grupos indígenas ocuparon esta subregión).
Aparece también el Libro, como símbolo para referirnos al aspecto Cultural Municipal desarrollado con un gran número de escuelas, tres (3) centros de Educación Básica. A nivel de posgrado existe una extensión de la Universidad Valles de Momboy que funciona en la Unidad Educativa Eutimio Rivas. El Núcleo La Victoria de la Universidad Nacional Experimental Sur del Lago ofrece estudios de postgrado.
También aparece en el escudo una Corona representando la población de origen Europeo como homenaje a los emigrantes.
Entre sus tradiciones y costumbres ancestrales están las fiestas religiosas en honor a la virgen del Carmen en el mes de julio, la fiesta de San Isidro Labrador en el mes de mayo, "El paseo de la burra chuta y el toro candela" el 31 de diciembre, las corridas de toros y los desfiles en las fechas más resaltantes. También se celebran las "Paraduras del Niño Jesús" en los meses de enero y febrero.

### Manifestaciones y Agrupaciones culturales
Estas se han encargado a lo largo del tiempo en la difusión y promoción de actividades de tipo cultural. Se ha destacado:
AEPSULA (Asociación de Estudiantes de la Universidad de Los Andes), Ateneo Santa Cruz de Mora, Grupo José Leonardo Chirinos, Grupo Cultural Chimo, Grupo Pro Desarrollo, Club de Folkloristas Santa Cruz de Mora. Grupo Sociocultural CASMOARA, Grupo de Danzas Impacto Juvenil, Grupo de Danzas Isabel Cristina Sánchez, Grupo de Danzas Flor del Café.

### Carnaval
En los años sesenta, las fiestas de carnaval se realizaban seleccionando candidatas de diferentes sectores, para luego, elegir mediante elecciones a la Reina de Carnaval. Cada barrio preparaba su comparsa y hacía una fiesta.
Se recuerda al señor Antonio Mergolla, quien sacaba un equipo de sonido a la Plaza Bolívar, promovía concursos de disfraces y montaba su fiesta.
Las celebraciones oficiales, se hacían en el sitio llamado la Maquinaria, sede de la Asociación Venezolana de Caficultores, frente al Grupo Carlos Zerpa, otras veces se realizaban en el patio de la casa de Don Antonio Ramírez, en el Arenal.
Don Antonio Quintero, se disfrazaba y le tiraba agua y harina a quienes pasaban por el frente de su frutería en la calle Ayacucho, igual hacía con los pocos carros que para ese entonces circulaban, les llenaban el parabrisas de agua y luego le regaba harina.
El señor Avelino Flores, se encargaba de fabricar máscaras hechas con tela y cuero, a semejanza de las utilizadas por el Santo Mil Máscaras.
El abuelo Marín, quien para estas fiestas venía de Caracas, llevaba una piñata a cada barrio, además traía siempre una gran cantidad de centavos, los cuales lanzaba cuando los niños recogían el contenido de la piñata.
Las fiestas y verbenas que realizaban en el Club Libertador, Don Diómedes Arismendi, Héctor Osuna, Amable Escalante, Ramón Osuna, Los Dávila, Los Méndez, los Santaromita, los Paparoni, Ernesto Mora, Cornelia Osuna, Ramón Méndez, empezaban a eso de las diez de la mañana y se extendían hasta horas de la tarde, teníamos piñatas, refrescos y dulces gratis. Eran fiestas sanas, el Club Libertador preparaba fiestas para los niños de ese entonces en el día y en la noche para los adultos, eran grandes fiestas.
En los barrios las fiestas duraban hasta eso de las diez de la noche, cada sector tenía su piñata y su fiesta.
Los Templetes realizados en la calle Ayacucho eran muy concurridos, los mayores de esa época se disfrazaban y saltaban o bailaban recordando entre otros a Antonio Quintero y señora, la señora Rosa de Dávila, Federico Dávila, Ramón Osuna. El Loco Alejos, el Gocho Lino; muchas de las máscaras eran hechas con la propaganda electoral de entonces, había gente con el rostro de Caldera, de Gonzalo Barrios, y otros candidatos. Eran famosos los disfraces de negritas, de brujas, de viejitas, más adelante se simulaban los actores y protagonistas del cine; el zorro, el Látigo Negro, el Santo, entre otros.
Actualmente algunas familias aún organizan sus propias fiestas de carnaval. Las actividades para disfrute de los niños se ejecutan a través de las escuelas, el liceo o el colegio, y se realiza un desfile central donde participan las diversas instituciones y organizaciones con sus respectivas comparsas, recorriendo las principales calles del pueblo.

### Misa de Aguinaldo
Todos los años para celebrar el Adviento (o preparación para la Navidad) se organizan las misas de aguinaldo. Estas comienzan el 15 de diciembre con la Misa del Estudiante a partir de las 4:00 de la mañana inician los repiques de campanas y quema de pólvora y a las 5:00 de la mañana se realiza la Eucaristía, la cual se prepara con la liturgia, ofrendas (obsequios), pasajes y arreglos navideños, con la participación de conjuntos gaiteros y de aguinaldos.
Dichas misas las preside el Sacerdote junto a una comisión de habitantes de los diversos sectores y/o aldeas, quienes lo hacen con mucho entusiasmo y alegría desde la víspera (el día anterior) realizando un recorrido por el pueblo a las 12:00 del mediodía y a las 6:00 de la tarde, en caravana, con música y pólvora.
Estas misas concluyen el 23 de diciembre.

### Toro Candela y La Burra Chuta
Todos los años, el 31 de diciembre, se celebra el paseo de la Burra Chuta y el Toro Candela, armatostes de alambre y cartón, bellamente decorados con tela y/o papel de diversos colores, que cuidadosamente cubren todo el volumen de los nobles animales. Siendo el pionero El Sr Federico Davila(+). Para elaborar la Burra Chuta y el Toro Candela se recogen contribuciones en la población santacrucense desde los primeros días del mes de diciembre. A mediados del mismo mes se confeccionan y el 31 de diciembre concluye la fiesta cuando gran parte de sus habitantes se vuelca espontáneamente y sale a participar del desfile, deseosos de caminar alegremente por las principales calles del pueblo, se disfrazan y van al compás de la música típica que dejan sonar los instrumentos de una Banda improvisada conformada por músicos oriundos de la población,  bailan de una casa a la otra, saludando y exteriorizando anticipadamente la celebración del año nuevo, en medio de una gran algarabía y calor humano. Todos los participantes dicen "Feliz Año" a todos los espectadores, convirtiendo así la fiesta de Fin de Año en el Gran Reencuentro Colectivo de sus pobladores.
Una mediana caravana de vehículos también acompaña a la despedida del año, que arranca a las 12 del mediodía y culmina las 6 de la tarde aproximadamente en la Plaza Bolívar. Pitos, bocinas y morteros se confunden en su recorrido, para conformar el estruendo de la ceremonia con que se despide el Año Viejo, representado en los pintorescos muñecos de trapo que cargados de pólvora son atados a los postes de las esquinas del pueblo, para luego ser quemados al arribar el Año Nuevo.
Esta tradición identifica el gentilicio santacrucense, Se comenzó a realizar por los años 60, a través de la iniciativa de varios pobladores. Aunque se afirma que esta fiesta folklórica y tradicional, fue traída y adaptada a esta localidad andina por un forastero que posiblemente llegó procedente de un pueblo mirandino de la región del río Tuy, donde de acuerdo a lo señalado por los experto del costumbrismo venezolano, se realizan bailes y festividades parecidas a la descrita anteriormente, acompañadas con mucha alegría y espontaneidad, ofrendados o dirigidos a determinadas deidades ubicadas dentro de un sincretismo religioso, donde se han fundido costumbres criollas y africanas.

### Deportes

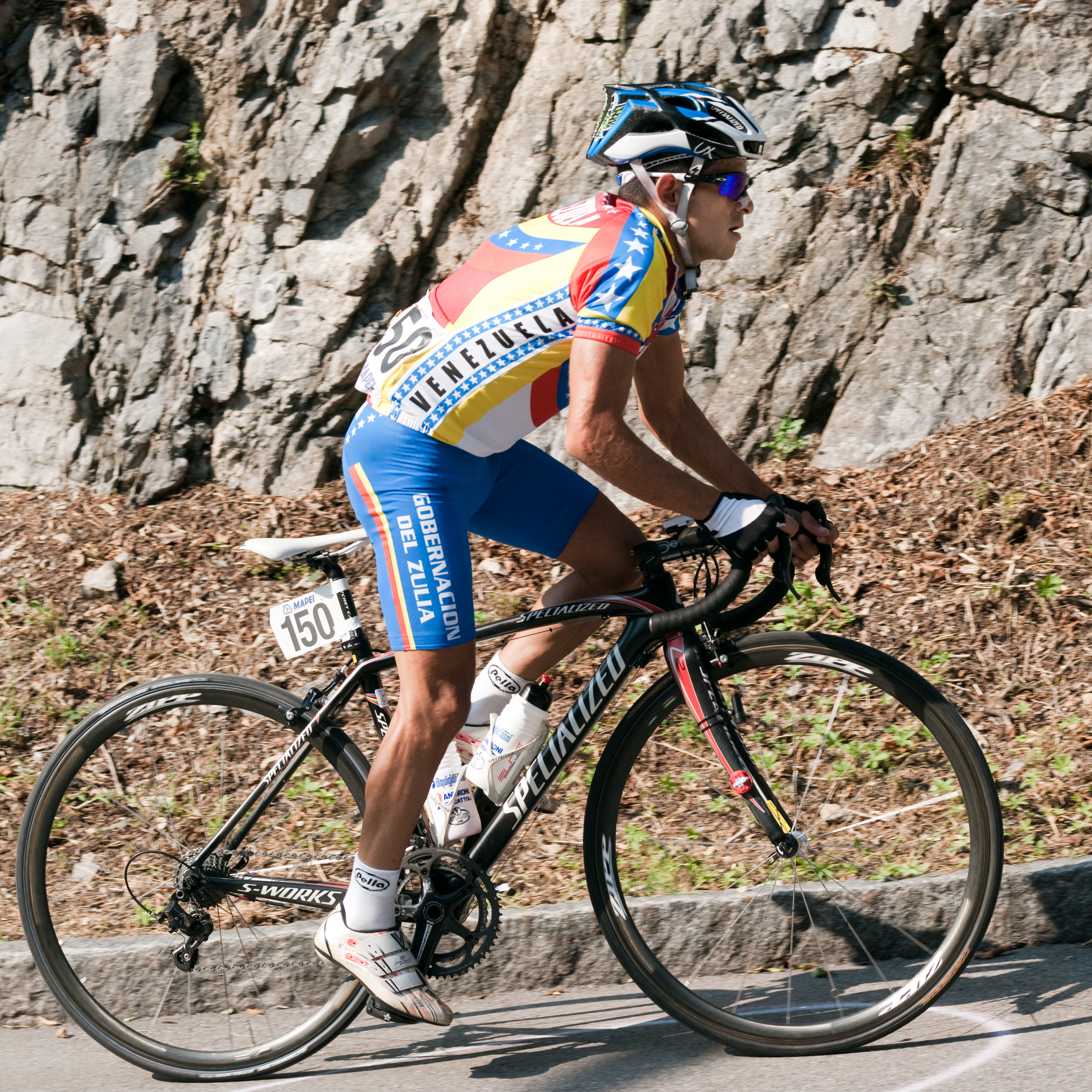
José Rujano en Mendrisio 2009.

Santa Cruz de Mora es una de las municipalidades del Estado Mérida que brinda el mayor apoyo a la práctica del ciclismo. A nivel juvenil se destaca el Club de Ciclismo Juvenil Los Escarabajos, habiendo tenido entre sus filas a exponentes como Leonardo Sierra y José Rujano, este último el más importante exponente del ciclismo regional y nacional al haber sido campeón de Vuelta a Colombia, Vuelta a Venezuela, 4 veces ganador de la Vuelta al Táchira y campeón de montaña y podio del Giro de Italia.
También la práctica de fútbol y el béisbol es importante, destacándose equipos como:
Club Deportivo Los Cafeteros
Club Amistad
Club Bodega Mocoties F.C
CLub Santa Marta F.C
Club de Fútbol Menor Alfredo Vivas
Club de Fútbol Chilingo
Club Ebaps
Club Las Panteras
Club Juvenil 12 de Octubre Santa Cruz de Mora

### Personalidades
- Econ. Antonio Pinto Salinas: (1915 - 1953) Economista, Poeta y activista Político. Ex- Sec. Gral de AD en la Clandestinidad
- Br. Eutimio Rivas:  (1911 - 1937) Militante de la FEV y del PDN. Caído en las instalaciones de la UCV
- Dr. Simón Alberto Consalvi: (1927-2013), historiador, escritor, periodista, político, y excanciller
- Monseñor José Humberto Paparoni: (1920-1959), primer Obispo de Diócesis de Barcelona.
- José Rujano: (1982) Ciclista. Primer latinoamericano que hace Podio (3.er Lugar) en el GIRO de Italia y 4 Veces Campeón de la Vuelta al Táchira, Ganador de la Vuelta a Colombia y Vuelta a Venezuela ( 2009)
- Leonardo Sierra: (1968) Ciclista. 7.º Lugar en el Giro de Italia y campeón de la Vuelta al Táchira y 3 veces Campeón de la Vuelta a Venezuela
- Geog. Alexis Ramírez: (1975) Legislador del CLEM (2008-2010), Diputado a la AN (2010-2012) y Gobernador de Mérida (2012-2017).
- Prof. Alexis Paparoni (1957): Gobernador de Mérida (1989), Ex. Pdte. de la Asamblea Legislativa y Diputado a la AN (2015-2020).
- Carlos Paparoni: Diputado a la AN (2015-2020)
- Lcdo. Alexis Rodríguez (1963): exalcalde de Santa Cruz de Mora (2000-2008) Legislador del CLEM (2012-2016) Constituyente electo Territorial por Santa Cruz de Mora ( 2017)
- Néstor Ali Quiñonez : ( 1963) Pintor y Escultor. Premio Nacional Arturo Michelena
- Gral. de División /EJ Elías Méndez Méndez( 1959): Ex- Comandante del Teatro de Operaciones Nro 1 y Ex- Pdte de la Fundación Proyecto País
- Jorge Luis Chacón Molina, (1974). Creador de la Bandera del Municipio Antonio Pinto Salinas.